# Antimitrella
Antimitrella is een geslacht van weekdieren uit de klasse van de Gastropoda (slakken).

## Soorten
- Antimitrella adela (Thiele, 1925)
- Antimitrella amphitrite (W. H. Turton, 1932)
- Antimitrella apicibulbus (Tomlin, 1920)
- Antimitrella convexa Lussi, 2017
- Antimitrella fuscafasciata (Lussi, 2009)
- Antimitrella jaci Lussi, 2009
- Antimitrella kincaidi (Tomlin, 1926)
- Antimitrella kublai Lussi, 2017
- Antimitrella lamellosa Lussi, 2009
- Antimitrella laxa Powell, 1937
- Antimitrella nereia (W. H. Turton, 1932)
- Antimitrella perexilis (W. H. Turton, 1932)
- Antimitrella plana Lussi, 2017
- Antimitrella slateri Lussi, 2017

### Synoniemen
- Antimitrella lunata (Say, 1826) => Astyris lunata (Say, 1826)